# Arcieparchia di Kiev

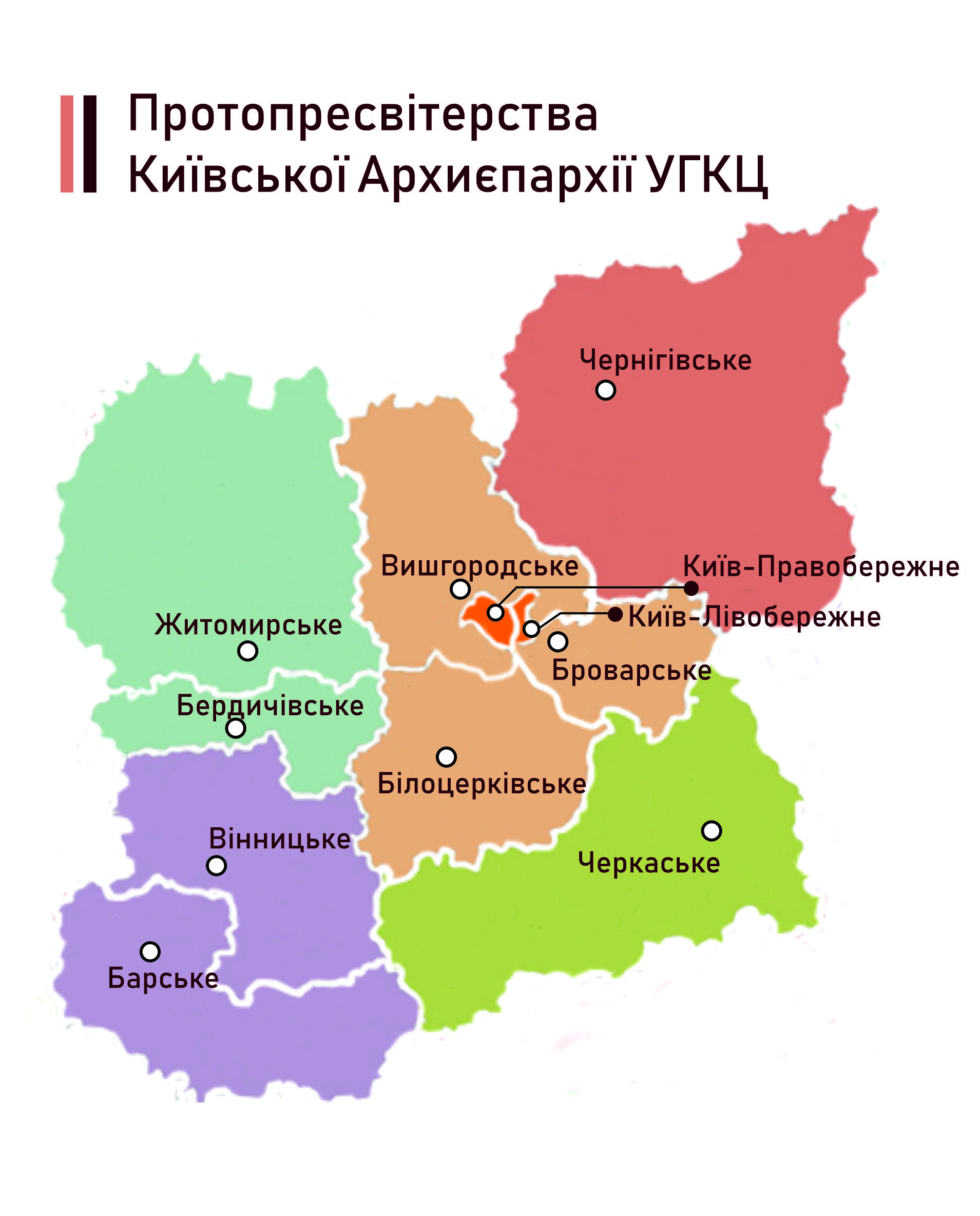
Mappa dei protopresbiterati dell'arcieparchia.

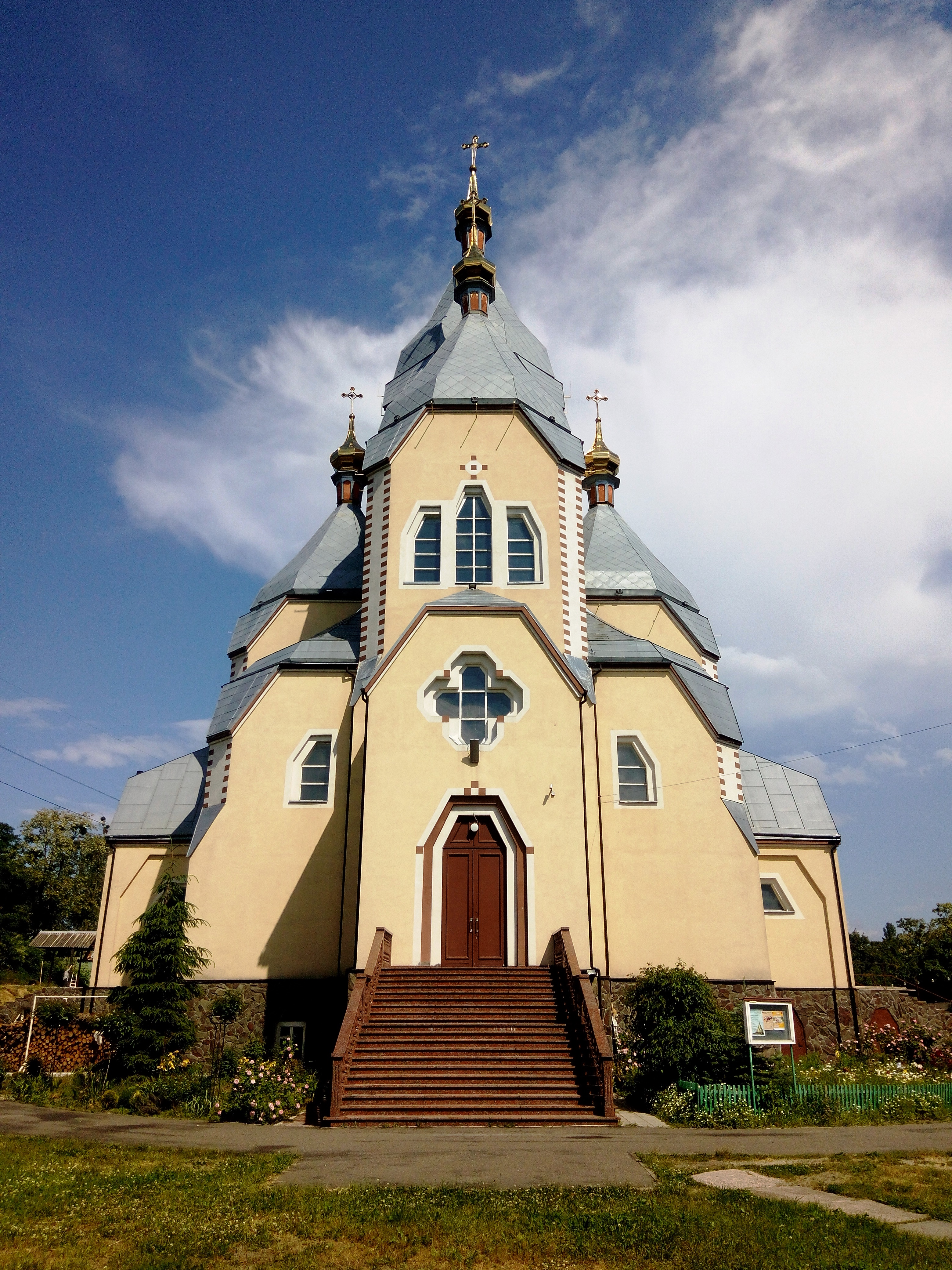
La concattedrale di Santa Maria di Vyšhorod.

L'arcieparchia di Kiev (in latino Archieparchia Kioviensis) è una sede metropolitana senza suffraganee della Chiesa greco-cattolica ucraina. Nel 2023 contava 250.000 battezzati. Sede propria dell'arcivescovo maggiore di Kiev-Halyč, è retta dall'arcivescovo maggiore Svjatoslav Ševčuk.

## Territorio
L'arcieparchia comprende la città, a statuto speciale, di Kiev, e le oblast' di Čerkasy, Černihiv, Kiev, Vinnycja e Žytomyr.
Sede arcieparchiale è la città di Kiev, dove si trova la cattedrale della Risurrezione di Cristo, inaugurata nel 2011 e consacrata il 18 agosto 2013. A Vyšhorod si erge la concattedrale di Santa Maria.
Il territorio è suddiviso in 115 parrocchie, raggruppate in 11 protopresbiterati (equivalenti a vicariati foranei, secondo la dicitura del Codice dei canoni delle Chiese orientali).

## Storia
L'arcieparcha di Kiev fu eretta tra il 976 e il 998 ed era originariamente soggetta al patriarca di Costantinopoli.
In seguito al Grande Scisma la sede di Kiev mantenne la comunione con Costantinopoli e fu all'origine della Chiesa ortodossa russa.
Il 6 luglio 1439 il metropolita Isidoro, un greco nominato nel 1437 appositamente perché favorisse un'unione religiosa che portasse aiuto concreto ai latini di Costantinopoli, sottoscrisse al Concilio di Firenze il decreto Laetentur coeli, che sancì l'unione con la Chiesa cattolica. Tale sottoscrizione fu contestata dal clero, che considerò Isidoro deposto in quanto apostata ed elesse un nuovo metropolita, Giona. Una parte del clero e dei fedeli rimase, però, unita a Roma, tanto che furono nominati alcuni vescovi con il titolo di "metropolita di Kiev, Halyč e Rutenia", fino a quando il re di Polonia Casimiro IV Jagellone non preferì avere una gerarchia orientale in comunione con Costantinopoli e con Mosca, nel frattempo divenuta autocefala.
Il 15 dicembre 1596 il metropolita Michal Rahoza sottoscrisse l'Unione di Brest e da allora l'arcieparchia fu unita alla Chiesa cattolica. Solo nel 1620 fu ristabilita una circoscrizione ecclesiastica ortodossa parallela, che fu ufficializzata tra il 1632 e il 1633.
Uno dei principali artefici dell'organizzazione e assieme della riforma della Chiesa cattolico-ucraina fu il metropolita Iosif Rucki (1614-1637), che attirò verso l'unione di Brest i monaci basiliani di San Giosafat, ed organizzò una serie di sinodi e visite pastorali per confermare nell'unione i fedeli della propria metropolia.
A partire dalla seconda metà del XVII secolo la città di Kiev entrò stabilmente a far parte del regno russo, e i metropoliti di Kiev trasferirono la loro residenza a Vilnius. In questo stesso periodo la rivolta dei Cosacchi del 1648 e la guerra polacco-russa del 1654-1667 misero in serio pericolo l'esistenza stessa della Chiesa greco-cattolica ucraina. La sede di Kiev rimase vacante per una decina d'anni tra il 1655 e il 1665.
Il XVIII secolo fu un periodo di relativa calma per i fedeli greco-cattolici kieviani. Ma le Spartizioni della Polonia sul finire del secolo, portarono i governanti russi a prendere misure radicali. Nel 1795 Caterina II di Russia decise la soppressione della sede di Kiev; il metropolita Teodor Rostocky fu imprigionato e morì in carcere nel 1806. Seguirono altri metropoliti che non ottennero mai la conferma del governo zarista.
La soppressione dell'arcieparchia cattolica fu confermata dallo pseudo-sinodo di Polock nel 1838 in seguito alla repressiva politica zarista, che portò alla soppressione di tutte le circoscrizioni ecclesiastiche greco-cattoliche dell'impero russo e alla conversione forzata dei fedeli all'ortodossia.
Malgrado la persecuzione, organizzata anche a livello legislativo, sopravvisse una numerosa comunità greco-cattolica, organizzata in parrocchie "uniate". La repressione continuò anche con il regime sovietico, subentrato nel 1917 a quello zarista. Il 9 e il 10 marzo 1946 le autorità sovietiche convocarono nella cattedrale di san Giorgio di Leopoli un falso sinodo («sinodo di Leopoli») in cui 216 sacerdoti furono costretti a sottoscrivere una revoca dell'unione di Brest. Recenti studi basati su documenti d'archivio della polizia segreta sovietica (Nkvd) hanno dimostrato che «la Chiesa ortodossa russa prese parte attiva alla liquidazione violenta della Chiesa greco cattolica ucraina». Tuttavia l'attività della Chiesa greco-cattolica proseguì clandestinamente, per sfuggire alle deportazioni e alle torture con cui la Chiesa era perseguitata.
Con la fine dell'Unione Sovietica e la nascita di uno Stato ucraino indipendente, la Santa Sede procedette all'erezione dell'esarcato arcivescovile di Kiev-Vyšhorod il 25 novembre 1995.
L'11 gennaio 2002 e il 28 luglio 2003 cedette porzioni del suo territorio a vantaggio dell'erezione rispettivamente dell'esarcato arcivescovile di Donec'k-Charkiv e dell'esarcato arcivescovile di Odessa-Crimea.
Il 6 dicembre 2004 l'esarcato arcivescovile è stato elevato al rango di arcieparchia metropolitana assumendo il nome attuale, e contestualmente è divenuta la sede propria dell'arcivescovo maggiore di Kiev-Halyč.
Il 15 gennaio 2008 cedette un'ulteriore porzione di territorio a vantaggio dell'erezione dell'esarcato arcivescovile di Luc'k.

## Cronotassi dei vescovi
Si omettono i periodi di sede vacante non superiori ai 2 anni o non storicamente accertati.
- Isidoro † (6 luglio 1439[5] - 20 aprile 1458 nominato patriarca latino di Costantinopoli)
- Gregorio il Bulgaro † (3 settembre[6] 1458 - 1474 deceduto)
- Misail Pstruch † (1476[7] - 1480 deceduto)
  - Sede soppressa
- Michal Rahoza † (15 dicembre 1596[5] - agosto 1599 deceduto)
- Hipacy Pociej, O.S.B.M. † (15 novembre 1600 - 18 luglio 1613 deceduto)
- Josyf Veljamyn Ruts'kyj, O.S.B.M. † (5 aprile 1614 - 5 febbraio 1637 deceduto)
- Rafajil Korsak, O.S.B.M. † (5 febbraio 1637 succeduto - 28 agosto 1640 deceduto)
- Antin Selava † (18 marzo 1641 - settembre 1655 deceduto)
  - Sede vacante (1655-1665)
- Havryil Kolenda † (22 aprile 1665 - 21 maggio 1674 deceduto)[8]
- Kyprian Žochovs'kyj † (21 maggio 1674 succeduto - 1694 deceduto)
- Lev Sljubyč-Zalens'kyj, O.S.B.M. † (22 settembre 1695 - 24 agosto 1708 deceduto)
- Juryj Vinnic'kyj, O.S.B.M. † (7 maggio 1710 - 1713 deceduto)
- Lev Luka Kiška, O.S.B.M. † (18 settembre 1714 - 1728 deceduto)
- Atanasy Szeptytzkyj † (17 agosto 1729 - 12 dicembre 1746 deceduto)
- Florian Hrabnickyj † (16 dicembre 1748 - 18 luglio 1762 deceduto)
- Feliks Filipp Volodkovič, O.S.B.M. † (18 luglio 1762 succeduto - 1º febbraio 1778 deceduto)
- Leon Szeptytzkyj † (1º febbraio 1778 succeduto - 13 maggio 1779 deceduto)
- Jason Smohorževs'kyj † (25 giugno 1781 - prima del 27 settembre 1788 deceduto)
- Teodor Rostocky † (1788 succeduto - 25 gennaio 1805 deceduto)
- Iraklyj Lisovs'kyj † (24 luglio 1806 - 30 agosto 1809 deceduto)
- Hryhory Kochanovyč † (1810 - 1814 deceduto)
  - Sede vacante (1814-1818)
- Josafat Bulhak, O.S.B.M. † (22 settembre 1818 - 9 marzo 1838 deceduto)
  - Sede soppressa (1838-1995)
- Ljubomyr Huzar, M.S.U. † (25 novembre 1995 - 22 febbraio 1996 nominato vescovo ausiliare di Leopoli) (come esarca arcivescovile)
- Mychajlo Koltun, C.SS.R. (13 novembre 1996 - 7 novembre 1997 nominato eparca di Zboriv)
- Vasyl' Ihor Medvit, O.S.B.M. † (7 novembre 1997 - 6 dicembre 2004 nominato vescovo di curia dell'arcivescovato maggiore di Kiev-Halyč)
- Ljubomyr Huzar, M.S.U. † (29 agosto 2005 - 10 febbraio 2011 dimesso) (come arcivescovo maggiore)
- Svjatoslav Ševčuk, dal 23 marzo 2011

## Statistiche
L'arcieparchia nel 2023 contava 250.000 battezzati.
| anno | popolazione | popolazione | popolazione | presbiteri | presbiteri | presbiteri | presbiteri                | diaconi | religiosi | religiosi | parrocchie |
| anno | battezzati  | totale      | %           | numero     | secolari   | regolari   | battezzati per presbitero | diaconi | uomini    | donne     | parrocchie |
| ---- | ----------- | ----------- | ----------- | ---------- | ---------- | ---------- | ------------------------- | ------- | --------- | --------- | ---------- |
| 2001 | 367.000     | ?           | ?           | 67         | 54         | 13         | 5.477                     | 4       | 13        | 19        | 127        |
| 2003 | 200.200     | ?           | ?           | 63         | 48         | 15         | 3.177                     | 3       | 15        | 16        | 48         |
| 2009 | 240.000     | ?           | ?           | 43         | 30         | 13         | 5.581                     | 7       | 18        | 13        | 51         |
| 2012 | 241.000     | ?           | ?           | 56         | 43         | 13         | 4.303                     | 9       | 19        | 26        | 75         |
| 2013 | 500.000     | ?           | ?           | 77         | 61         | 16         | 6.493                     | 12      | 23        | 25        | 79         |
| 2016 | 500.000     | ?           | ?           | 86         | 69         | 17         | 5.813                     | 10      | 25        | 37        | 86         |
| 2019 | 498.000     | ?           | ?           | 117        | 94         | 23         | 4.256                     | 16      | 31        | 37        | 96         |
| 2021 | 492.530     | ?           | ?           | 137        | 116        | 21         | 3.595                     | 10      | 31        | 32        | 115        |
| 2023 | 250.000     | ?           | ?           | 144        | 123        | 21         | 1.736                     | 10      | 31        | 32        | 115        |